# 山崎美貴
山崎 美貴（やまざき みき、1964年10月28日 - ）は日本の俳優である。神奈川県横浜市出身。文学座所属。

## 来歴
高校在学中に、六本木ロアビル主催六大学写真部「ホワイトシンデレラコンテスト」で優勝し、のちに原宿でスカウトされ、東京大学オリエンテーション委員会発行の情報誌『槌音』の表紙モデルや、平凡パンチの表紙モデルを務めた。
- 1983年
  - 東海大学文学部英文学科に入学[1]し、フジテレビ『オールナイトフジ』にオールナイターズとしてレギュラー出演した。
- 1984年
  - フジテレビの深夜番組『オールナイトフジ』内で松尾羽純と組んでいた「おかわりシスターズ」に深谷智子が加入。2月21日『恋をアンコール』でレコードデビュー。オリコン新人賞受賞。
- 1985年
  - 3月5日 ラストシングル『虹色のカノン』、ラストアルバム『L・A・S・T」発売。
  - 3月25・26日、 新宿厚生年金会館で解散コンサート。3月31日解散。同時に、其田事務所へ移籍した。
  - 11月1日 『借りたままのサリンジャー』でソロデビュー。
- 1986年
  - 3月21日 セカンドシングル『涙のあとに接吻を』、ソロアルバム『MIND TRACK』発売。
  - 4月 新宿厚生年金会館でのコンサートを最後に、歌手活動を休止。
- 1988年
  - 文学座付属演劇研究所へ入所し、1993年に文学座の座員となる[1]。
- 2013年
  - 6月1日 六本木BAUHAUSで、山崎美貴&片岡聖子『おかえりシスターズ』結成復活ライブを開催[4]。

## 人物
趣味・特技はドライブ（運転）、相撲・プロレス観戦、楽器演奏（アルトサックス、エレクトーン）、タロット占い、着付け、神社巡り、弓道、日舞、タップダンス。

## ディスコグラフィ

### シングル
| #                      | 発売日                 | タイトル                 | 面                     | 収録曲                   | 作詞                   | 作曲                   | 編曲                                    | 規格                   | 規格品番               | オリコン 最高位        |
| フォーライフ・レコード | フォーライフ・レコード | フォーライフ・レコード   | フォーライフ・レコード | フォーライフ・レコード   | フォーライフ・レコード | フォーライフ・レコード | フォーライフ・レコード                  | フォーライフ・レコード | フォーライフ・レコード | フォーライフ・レコード |
| ---------------------- | ---------------------- | ------------------------ | ---------------------- | ------------------------ | ---------------------- | ---------------------- | --------------------------------------- | ---------------------- | ---------------------- | ---------------------- |
| 1st                    | 1985年11月1日          | 借りたままのサリンジャー | A                      | 借りたままのサリンジャー | 秋元康                 | 後藤次利               | - 後藤次利 - コーラスアレンジ: 木戸泰弘 | EP                     | 7K-203                 | 42位                   |
| 1st                    | 1985年11月1日          | 借りたままのサリンジャー | B                      | 11月の雨                 | 秋元康                 | 後藤次利               | - 後藤次利 - コーラスアレンジ: 比山清   | EP                     | 7K-203                 | 42位                   |
| 2nd                    | 1986年3月21日          | 涙のあとに接吻を         | A                      | 涙のあとに接吻を         | 秋元康                 | 後藤次利               | - 後藤次利 - コーラスアレンジ: 木戸泰弘 | EP                     | 7K-215                 | 56位                   |
| 2nd                    | 1986年3月21日          | 涙のあとに接吻を         | B                      | 夕陽を選んで             | 秋元康                 | 後藤次利               | - 後藤次利 - コーラスアレンジ: 木戸泰弘 | EP                     | 7K-215                 | 56位                   |

### アルバム

#### スタジオ・アルバム
| #                      | 発売日                 | アルバム               | 規格                   | 規格品番               | 備考                       | オリコン 最高位        |
| フォーライフ・レコード | フォーライフ・レコード | フォーライフ・レコード | フォーライフ・レコード | フォーライフ・レコード | フォーライフ・レコード     | フォーライフ・レコード |
| ---------------------- | ---------------------- | ---------------------- | ---------------------- | ---------------------- | -------------------------- | ---------------------- |
| 1st                    | 1986年3月21日          | MIND TRACK             | LP                     | 28K-103                | 先着特典: 最新大型ポスター | 50位                   |
| 1st                    | 1986年3月21日          | MIND TRACK             | CT                     | 28C-84                 |                            | 54位                   |
| 1st                    | 1986年3月21日          | MIND TRACK             | CD                     | 35KD-42                | 先着特典: 美貴ポートレート | -                      |

## 出演

### テレビドラマ
- 真夜中の匂い（1984年、フジテレビ）
- スタア誕生（1985年、フジテレビ）
- トライアングル・ブルー（1985年、テレビ朝日）
- 私鉄沿線97分署 第81話「ウッソー! 97分署解体!?」（1986年、テレビ朝日） - 野々村まゆみ 役
- 新春ワイド時代劇「風雲江戸城怒涛の将軍 徳川家光」（1987年、テレビ東京） - 百舌 役
- 江戸を斬る（TBS）
  - 江戸を斬るVII 第16話「陰謀砕く孤独の剣」（1987年） - たか 役
  - 江戸を斬るVIII 第9話「桜吹雪の大芝居」（1994年） - 菊江 役
- 金曜女のドラマスペシャル「雪の朝に」（1987年、フジテレビ）
- 水戸黄門（TBS・C.A.L）
  - 第17部 第1話〜第9話（1987年） - 弥生 役
  - 第20部
    - 第2話「水晶守った怒りの十手 -甲府-」（1990年） - おりえ 役
    - 第38話「呑ん兵衛医者の秘密 -酒田-」（1991年） - お絹 役

  - 第21部 第3話「頑固比べで縁結び -小浜-」（1992年） - お糸 役
- NHK大河ドラマ「春日局」（1989年、NHK） - 千鳥 役
- 暴れん坊将軍（テレビ朝日・東映）
  - 暴れん坊将軍II
    - 第188話「俺がまことの吉宗だ!」（1987年） - さゆり 役

  - 暴れん坊将軍III
    - 第4話「血ぬりの一文銭」（1988年） - おるい 役
    - 第125話「紅い国から来た殺人者!」（1990年） - 八重 役

  - 暴れん坊将軍IV
    - 第24話「汚名を晴らした恋女房」（1991年） - 綾乃 役
    - 第73話「誘拐! 乙女涙の初恋」（1992年） - 鈴加 役

  - 暴れん坊将軍V
    - 第8話「母の願いは人斬り稼業?!」（1993年） - お雪 役

  - 暴れん坊将軍VI
    - 第29話「悲恋を斬る武士道」（1995年） - 桐江 役
- 土曜ワイド劇場 （テレビ朝日）
  - 「杉崎船長シリーズ3　超豪華フェリー殺人事件」（1990年）
  - 「特急ゆふいんの森殺人事件」（1995年） - 合田やよい 役
  - 「西村京太郎トラベルミステリーSP　東京－熊本－鹿児島　特急ゆふいんの森殺人事件」（1995年）
- SMALL（1990年、日本テレビ）
- 情報オペラグラス（1990年、TBS）
- 岡っ引どぶ（1991年、フジテレビ） - おさわ 役
- 銭形平次 第1シリーズ 第18話（SP）「ギヤマンの謎」（1991年、フジテレビ） - おゆき 役
- 火曜サスペンス劇場 夏樹静子サスペンス「遠い約束」（1993年、日本テレビ）
- 水戸黄門外伝 かげろう忍法帖 第7話「地獄に夢の花が咲く」（1995年、TBS・C.A.L） - お久美 役
- 将軍の隠密!影十八 第11話「悪徳の華・裏切りの婚約者」（1996年、テレビ朝日）
- 銃口-教師竜太の青春-（1996年、NHK）
- 快刀!夢一座七変化 第15話「討入炎上! 顔のない殺人者!!」（1997年、テレビ朝日・東映） - 紗也香 役
- 野々市南部土地区画整理事業完工記念番組「歴史ドラマ 「タオの風」〜今、甦える土と水の記憶〜」（1999年、石川テレビ）
- 臨場 第1話「鉢植えの女」（2009年、テレビ朝日） - 小寺裕子 役

他多数

### 映画
- 山田村ワルツ（1988年、松竹）
- 日本の黒い夏─冤罪（2000年、日活）

### テレビアニメ
- 名探偵コナン（1997年、読売テレビ） - 中村実里 役
- 週刊ストーリーランド（1999年、日本テレビ）
- HTB開局35周年記念特別番組 「onちゃん夢パワー大冒険!」（2003年、北海道テレビ） - 宮本淑美 役
- 西洋骨董洋菓子店〜アンティーク〜 （2008年、フジテレビ） - 女性 役
- LUPIN the Third -峰不二子という女- （2012年、日本テレビ） - シュメイト夫人 役[5]

### 吹き替え

#### 担当女優
グウィネス・パルトロー
- 愛しのローズマリー（ローズマリー・シャナハン）
- 大いなる遺産（エステラ）※機内版
- 偶然の恋人（アビー・ジャネロ）
- 恋におちたシェイクスピア（ヴァイオラ・デ・レセップス）
- ダイヤルM（エミリー・ブラッドフォード＝テイラー）※日本テレビ版
- ハッピー・フライト（ドナ・ジェンセン）
- プルーフ・オブ・マイ・ライフ（キャサリン）※機内版

ソフィー・マルソー
- 007 ワールド・イズ・ノット・イナフ（エレクトラ・キング）※ビデオ版
- 真夏の夜の夢（ヒポリタ）
- ライラ/フレンチKISSをあなたと（ライラ・デュボア）

#### 映画（吹き替え）
- アドルフの画集（ニーナ・ロスマン〈モリー・パーカー〉）
- アメリカン・レポーター（キム・ベイカー〈ティナ・フェイ〉）
- アルマゲドン2011（ミシェル・ヤング〈カリ・マチェット〉）
- イヴの総て（イヴ・ハリントン〈アン・バクスター〉）※テレビ東京版
- 1408号室（リリー・エンズリン〈メアリー・マコーマック〉）
- 1922（アルレット・ジェームズ〈モリー・パーカー〉）
- ウェディング・プランナー（メアリー・フィオレ〈ジェニファー・ロペス〉）※ソフト版
- 鬼教師ミセス・ティングル（ミス・バンクス〈モリー・リングウォルド〉）
- 彼女たちの時間（ルイーズ〈パスカル・ビュシエール〉）
- キス・オブ・ザ・ドラゴン（ジェシカ〈ブリジット・フォンダ〉）※テレビ東京版
- クラーケンフィールド/HAKAISHIN（ニコル・フェリン博士）
- シティ・オブ・エンジェル（マギー・ライス〈メグ・ライアン〉）
- ジョー・ブラックをよろしく（スーザン・パリッシュ〈クレア・フォラーニ〉）
- 娼婦ベロニカ（ベロニカ〈キャサリン・マコーマック〉）
- 杉原千畝 スギハラチウネ（ユダヤ人母）
- セレブリティ（ノーラ〈ウィノナ・ライダー〉）
- ツイスター2010（リズ〈メレディス・モンロー〉）
- 綴り字のシーズン（ミリアム・ナウマン〈ジュリエット・ビノシュ〉）
- ナイト ミュージアム（エリカ・デイリー〈キム・レイヴァー〉）
- 8月の家族たち（アイビー・ウェストン〈ジュリアンヌ・ニコルソン〉）
- ファイナル・カット（ディライラ〈ミラ・ソルヴィノ〉）
- プーと大人になった僕（母親〈ケイティー・カーマイケル〉[8]）
- フォー・ウェディング（キャリー〈アンディ・マクダウェル〉）
- ブリタニック（ヴェラ・キャンベル〈アマンダ・ライアン〉）
- ブローン・アウェイ/復讐の序曲（ケイト〈スージー・エイミス〉）※テレビ朝日版
- ボーン・スプレマシー（マリー・クルーツ〈フランカ・ポテンテ〉）※日本テレビ版
- マーベル・シネマティック・ユニバース
  - アイアンマン3（エレン・ブラント〈ステファニー・ショスタク〉）
  - アントマン（マギー〈ジュディ・グリア〉）
  - アントマン&ワスプ（マギー〈ジュディ・グリア〉[9]）
- ミス・ポター（ビアトリクス・ポター〈レネー・ゼルウィガー〉）
- 迷宮の女（クロード〈シルヴィー・テスチュ〉）
- ルール（ナタリー〈アリシア・ウィット〉）

#### ドラマ
- WITHOUT A TRACE/FBI 失踪者を追え!
  - シーズン2 #9（ポーラ）
  - シーズン3 #16（リン）
  - シーズン4 #19（リンダ）
  - シーズン5 #24（テリー・ロング）
- エレメンタリー ホームズ&ワトソン in NY
- オー!マイレディ（ユン・ゲファ〈チェリム〉）
- 宮廷女官チャングムの誓い（チョバン〈イ・ヘサン〉）
- クリミナル・マインド FBI行動分析課
  - シーズン2 #11（サラ）
  - シーズン3 #20（ケイト）
- 賢后 衛子夫（王皇太后〈ユー・シャオファン〉[10]）
- コナン・ドイルの事件簿（エルスペス・スコット）
- CSI:ニューヨーク3 #20（イザベラ）
- デスパレートな妻たち（メイシー・ギボンズ〈シャロン・ローレンス〉、ステーシー）
- ドーソンズ・クリーク（タマラ・ジェイコブス〈リアン・ハンリー〉）
- ドールハウス シーズン1-2（マグ〈フェリシア・デイ〉）
- 二人の王女（昭娘）
- ミス・マープル3 ゼロ時間へ（オードリー）

### 舞台
- 1990年
  - グリークス（11月28日〜12月26日） - クリュセイス コロス役
- 1991年
  - 冬物語（9月21日〜10月6日） - パーディタ役
  - 猫ふんじゃった（11月8日〜17日） - 女1役
- 1992年
  - 傾く時の中で 〜アリストクラツ〜（5月25日〜6月2日） - クレア役
- 1993年
  - 花の氷室（6月4日〜13日） - 乃田みち役
  - 恋と仮面とカーニバル（10月〜24日） - フロリンダ役
- 1994年
  - 夏の夜の夢（5月7日〜22日） - ヘレナ役
  - 花ざくろ（8月20日〜9月7日） - 向田紬子役
- 1995年
  - 椿姫 〜カミーユ〜（6月5〜30日） - ジャニーヌ(オランプ)役
  - いそという女（10月18日〜29日） - みすず・おぶん役
- 1996年
  - 華々しき一族（9月28日〜10月13日） - 未納役
- 1997年
  - 柘榴のある家（5月22日〜6月8日） - 信子役
- 1998年
  - プラトーノフ（2月28〜3月15日） - サーシャ役
  - クロイツェル・ソナタ（6月3日〜14日） - 植田孝子役
  - みみず（7月10日〜19日） - ちえ役
- 1999年
  - NEWS NEWS 〜テレビは何を伝えたか〜（6月） - 花沢圭役、2001年〜2003年に再演
- 2000年
  - ザ・ウィアー 〜堰〜（11月15〜12月20日） - ヴァレリー役
- 2001年
  - マクベス（3月17日〜25日・3月30日〜4月30日） - マクダフ夫人役、2002年に再演
  - 阿蘭陀影繪（東京8月11日〜25日・名古屋8月29日・尼崎8月31〜9月1日） - 菊春役
  - あ・うん（10月5日〜28日） - まり奴役
- 2002年
  - 退屈な時間（3月19日〜4月3日） - なつ子役
- 2003年
  - 青ひげ公の城（2月1日〜9日） - 第3の妻エマニエル
  - タバコの害について・プロポーズ・創立記念祭（5月10日〜11日） - タチヤーナ・アレクセヴナ役
  - 約三十の嘘（7月25日〜8月3日） - 今井役
  - 熊/創立記念祭（11月21日〜22日） - ポポーヴ/熊・銀行員/創立記念祭
- 2004年
  - 風の中の蝶たち（1月30日〜2月8日・2月12日〜24日） - 景山英子役
  - 雪・雨空（4月19日〜21日） - おきく(雨空)役
  - 名は五徳（5月6日〜16日） - 瀬名(築山殿)役
  - 約三十の嘘（7月2日〜11日・7月16日〜25日） - 今井役
  - マリー・アントワネット（11月1日〜27日） - デュ・バリー夫人・マント役
- 2005年
  - うら騒ぎ（6月27日〜7月14日） - フレイヴィア・ブレント役
  - 激情（12月14日〜18日） - 岩田紀子役
- 2006年
  - セゾン・ド・メゾン〜メゾン・ド・セゾン（2月16日〜3月15日） - 女2役
  - お月様へようこそ（5月25日〜31日） - バーテンダー役
- 2011年
  - 連結の子（9月9日〜23日）
- 2024年
  - 夜の来訪者（9月12日〜15日）[11]
- 2025年
  - 夏芙蓉（3月21日・24日）[12]
  - 肝っ玉おっ母とその子供たち（5月2日〜18日） - イヴェット 役[13][14]

他多数

### CM
- NTT東日本「Mother」篇（2008年）

### その他のテレビ番組
- クイズ!脳ベルSHOW（2020年8月24日・25日・28日、2021年8月30日グランドチャンピオン大会BSフジ） - ゲスト